# ترانتوو (داکوتای جنوبی)
ترانتوو(به انگلیسی: Toronto) شهری در ایالت داکوتای جنوبی کشور ایالات متحده آمریکا است که جمعیت آن در سرشماری سال ۲۰۱۰ میلادی، ۲۱۲ نفر بوده‌است.